# Jun Ye

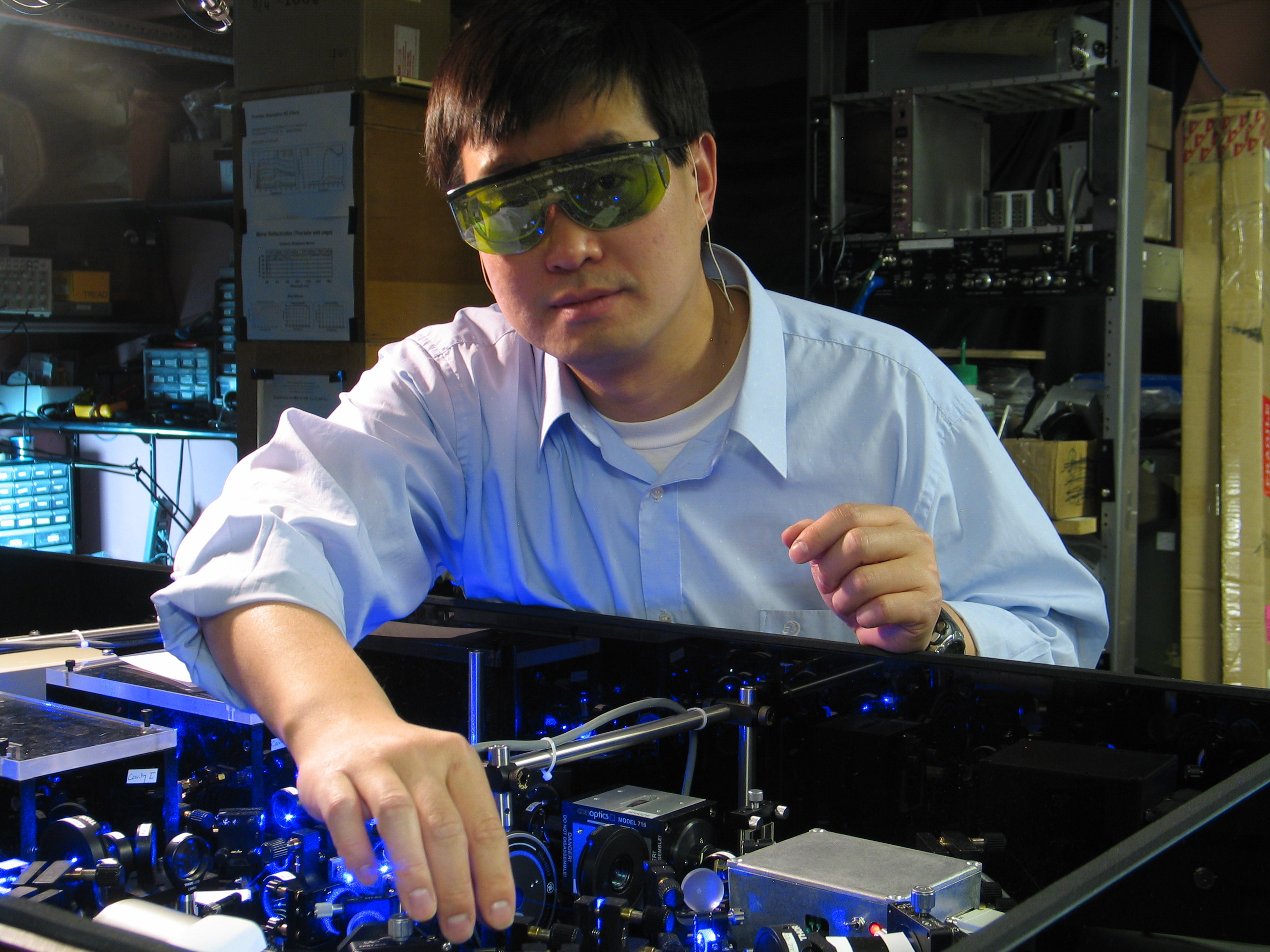
Jun Ye, physicien du NIST, ajuste la configuration laser d'une horloge atomique au strontium dans son laboratoire au JILA en 2009.

Jun Ye (en chinois simplifié : 叶军 ; pinyin : Yè Jūn) est un physicien sino-américain né en 1967 à Shanghai, en poste au JILA (Joint Institute for Laboratory Astrophysics), au National Institute of Standards and Technology, et professeur à l'université du Colorado à Boulder ; il travaille principalement dans le domaine de la physique atomique, moléculaire et optique.

## Formation et carrière
Jun Ye est né à Shanghai peu après le début de la Révolution culturelle. Ye obtient une licence en physique à l'université Jiao-tong de Shanghai en 1989. Il part ensuite aux États-Unis pour des études supérieures. Il obtient une maîtrise à l'université du Nouveau-Mexique sous la direction de Marlan Scully en optique quantique théorique en 1991. Il acquiert également de l'expérience en physique expérimentale auprès de John McInerney en travaillant sur de lasers à semi-conducteurs et il passe un été au Laboratoire national de Los Alamos.
Jun Ye  commence un  doctorat  en physique à l'Université du Colorado à Boulder sous la direction de John Lewis Hall  qui sera co-lauréat du prix Nobel de physique en 2005. Sa thèse porte sur la spectroscopie moléculaire à haute résolution et haute sensibilité, et est achevée en 1997. Il rejoint ensuite le California Institute of Technology comme boursier postdoctoral Milikan, sous la direction de Jeff Kimble.
Jun Ye  retourne en 1999 à Boulder et au JILA en tant que chercheur associé du JILA et physicien du du NIST. John Hall lui fait don de la majeure partie de son espace de laboratoire. Il est nommé Full Fellow en 2001 et y est en poste depuis lors, établissant un programme de recherche en physique atomique, moléculaire et optique (AMO en anglais), et enmesure de précisions.

## Recherche
Les recherches de Ye se concentrent sur les atomes ultra-froids, les molécules ultra-froides et les mesures de précision par laser. En 2018, le JILA annonce que l'horloge à gaz quantique 3D avait atteint une précision de fréquence de 2.5 × 10−19 sur 6 heures.
De telles horloges pourraient être utilisées pour étudier les variations du champ gravitationnel terrestre, la recherche des particules de matière noire, les simulations quantiques de la physique à N corps et la nature fondamentale de la lumière et de la matière,. Il mène également des recherches sur le strontium pour des expériences en information quantique (en collaboration avec Mikhail Lukin, Ana Maria Rey, Peter Zoller notamment).

## Prix et distinctions
Prix
- 1999 : médaille Adolph Lomb de l'OSA
- 2005 : prix Arthur S. Flemming pour les employés fédéraux exceptionnels[9]
- 2006 : prix de recherche Friedrich Wilhelm Bessel de la Fondation Humboldt[10]
- 2006 :  prix William F. Meggers de l'Optical Society of America[11]
- 2007 : prix de recherche Carl Zeiss[12]
- 2007 : Prix Rabi de physique AMO de l'APS[13]
- 2001 — 2022 : cinq médailles d'or du Département américain du Commerce : pour les peignes de fréquences (2001)[14], les molécules ultra-froides (2011)[15], les horloges atomiques (2014, 2019[16] et 2022[17])[18]
- 2006 :  prix Samuel Wesley Stratton du NIST
- 2017 : prix de recherche appliquée Jacob Rabinow du NIST
- 2019 : prix Norman F. Ramsey  de l'APS « pour ses contributions révolutionnaires aux mesures de précision et au contrôle quantique des systèmes atomiques et moléculaires, y compris les horloges atomiques »[19]
- 2021 : prix Julius Springer de physique appliquée en 2021 [20]
- 2022 :  Prix de physique fondamentale[21]
- 2022 : médaille d'honneur de l'Institut Niels-Bohr
- 2022 : bourse de recherche Vannevar Bush du ministère de la Défense

En 2015, Jun Ye reçoit un Presidential Rank Award « pour ses réalisations extraordinaires et soutenues, pour son travail faisant progresser la frontière de l'interaction lumière-matière et se concentrant sur la mesure de précision, la physique quantique et la matière ultra-froide, la métrologie des fréquences optiques et science ultrarapide. ».
Sociétés savantes
Il est élu membre de la Société américaine de physique et membre de l'Optical Society of America. En 2011, il est élu à 
l'Académie nationale des sciences et  également  nommé Frew Fellow de l'Académie des sciences australienne. En 2017, Ye est élu membre étranger de l'Académie chinoise des sciences.
Il est l'un des chercheurs en physique atomique expérimentale les plus cités au monde, ayant selon Google Scholar un indice h de 120 (en 2022)  et il figure régulièrement parmi les chercheurs hautement cités par Thomson-Reuters (ISI).
Ye détient également quatre brevets américains pour les peignes de fréquence et la technologie laser.